# Nabucodonosor I
Nabucodonosor I (fl. XI secolo a.C.) fu il quarto re della cosiddetta II dinastia di Isin. Regnò a Babilonia tra 1125 e il 1104 a.C. circa.

## Biografia
Sin dall'inizio del suo regno dovette fronteggiare la potenza dell'impero medio-elamico (nell'attuale Iran occidentale), che spadroneggiava nel cuore della Mesopotamia, soprattutto a Babilonia, ridotta a stato vassallo dell'Elam, contro la quale partivano dal centro sud-mesopotamico di Isin diverse spedizioni.
Nabucodonosor I, invece, attaccò direttamente l'Elam, provocando una prima significativa scossa con il primo attacco e arrivando alla capitale Susa con il secondo. Con questo recuperò anche la statua del dio Marduk, deportata da Babilonia, come simbolo della sua vittoria e affermazione del potere di Isin.
Il sovrano segnò dunque la definitiva cacciata degli Elamiti e ristabilì la capitale a Babilonia, restaurando i confini classici del territorio babilonese. La battaglia è ben documentata da un kudurru (documento litico con cui il re assegna dei possedimenti a un funzionario). Nel testo si spiega anche la strategia applicata dal sovrano, che portò dalla sua parte i governatori locali della zona di confine tra la Mesopotamia e l'Elam.
Tra i suoi epiteti vi sono "conquistatore di Amurru" e "saccheggiatore dei Cassiti", ognuno dei quali mostra una diversa vittoria su altre popolazioni confinarie: gli Aramei e i popoli dei monti Zagros.
Lo scenario babilonese all'epoca di Nabucodonosor è a ogni modo notevolmente diverso rispetto alle epoche precedenti: i confini sono ristretti; le relazioni con gli altri popoli, quali l'Egitto o Khatti, sono ormai scomparse; le vie di comunicazione inutilizzabili.
Nello stesso periodo sono documentati anche diversi scontri con il regno assiro, non molti conclusi vittoriosamente per Nabucodonosor I, e dovuti in buona parte alla necessità di controllare le poche rimanenti vie di comunicazione.
Nabucodonosor I promosse fortemente la sua immagine vantandosi dei suoi successi militari, dell'attività edilizia e del suo carattere devoto e giusto, riallacciandosi anche a modelli paleo-babilonesi.